# 山手 (横浜市)
山手（やまて）は、神奈川県横浜市中区の地域名。狭義には1867年（慶応3年）から1899年（明治32年）まで外国人居留地（山手居留地）であった山手町（やまてちょう）を指す。広義には山手町の南側一帯も含む。

## 概要

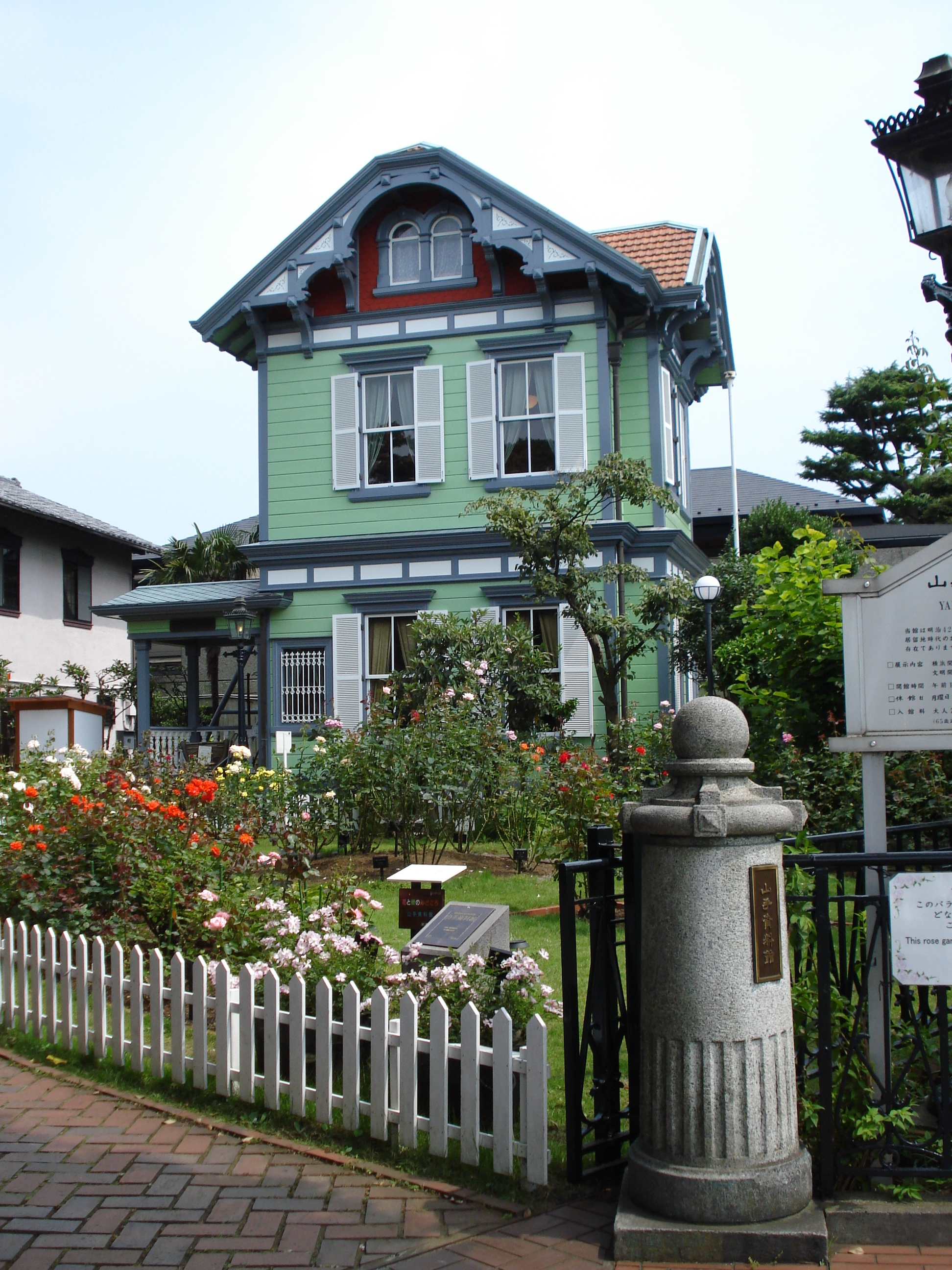
山手資料館（明治42年築；横浜市内唯一現存する明治時代の木造西洋館）

山手町は元町および石川町の南側の高台に位置する。高級住宅街、観光地として有名で都市景観100選に選定されている。
山手町の南側の高台（本牧地区の北西側、山手駅付近および根岸森林公園周辺まで）を含めることもある。
関内の南（南東）半分を占める先行の外国人居留地に対して山手居留地と呼ばれ、英語では"Yamate Bluff"または"The Bluff"（切り立った岬という意味）と呼ばれた。また、山手居留地が造成されたのち、先行の外国人居留地は山下居留地と呼ばれるようになった。
山下居留地が多湿であることから住宅地としてより条件の良い堀川の南側の高台が注目された。山手居留地の造成以前から、1861年（文久元年）、幕府は高台の一部の約6,000坪を各国領事館用地としてイギリス等に貸与し、さらにイギリスは高台の東端に当たる堀川河口南側の区域（現：フランス山）を海軍用地として借入した。1863年（文久3年）、幕府はこのイギリス借入地へのイギリス軍・フランス軍の駐留を承認し、両国軍の駐留は1875年（明治8年）まで継続した。
1866年（慶応2年）の「横浜居留地改造及競馬場墓地等約書」（慶応約書）に山手居留地の造成が盛り込まれ、翌1867年（慶応3年）に久良岐郡横浜元町・北方村・中村・根岸村の各一部を割いて山手居留地が設置され、外国人居留民の住宅やキリスト教系の学校などが建てられた。1873年（明治6年）5月1日の区番組制や1874年（明治7年）6月14日の大区小区制、および1878年（明治11年）11月21日の郡区町村編制法実施の際には山下居留地とともに横浜区および周辺各村のいずれにも属さない区域とされた。1879年（明治12年）に外国人居留地の管理が神奈川県から横浜区に移管され、1884年（明治17年）7月、山手居留地に以下の26か町が設けられた。
谷戸坂町、山手本町通、富士見町、内台坂、西坂町、地蔵坂、小坂町、大丸坂、撞木町、環町、公園坂、西野坂、汐汲坂、高田坂、三ノ輪坂、稲荷町、南坂、貝殻坂、宮脇坂、陣屋町、諏訪町通、弓町、畑町、矢ノ根町、泉町、林町
1889年（明治22年）4月1日横浜市制が施行され、山手26か町は外国人居留地のまま市域に含まれることになる。
1899年（明治32年）7月17日条約改正により外国人居留地が廃止され、7月24日に26か町の区域に山手町を設置した。
1923年（大正12年）の関東大震災では大きな被害を受け、以後この区域に住む外国人居留民は激減したが、異国情緒あふれる景観から現在でも人気の観光地で、次のような観光スポットがある。

## 山手町
「丁目」の設定のない単独町名である。住居表示未実施区域。

### 地価
住宅地の地価は2025年（令和7年）1月1日の公示地価によると、山手町73番7の地点で80万円/m²、山手町244番9の地点で62万9000円/m²となっている。

### 世帯数と人口
2025年（令和7年）6月30日現在（横浜市発表）の世帯数と人口は以下の通りである。
| 町丁   | 世帯数    | 人口    |
| ------ | --------- | ------- |
| 山手町 | 2,206世帯 | 4,653人 |

#### 人口の変遷
国勢調査による人口の推移。
| 年                 | 人口  |
| ------------------ | ----- |
| 1995年（平成7年）  | 3,889 |
| 2000年（平成12年） | 4,037 |
| 2005年（平成17年） | 4,797 |
| 2010年（平成22年） | 4,547 |
| 2015年（平成27年） | 4,694 |
| 2020年（令和2年）  | 4,470 |

#### 世帯数の変遷
国勢調査による世帯数の推移。
| 年                 | 世帯数 |
| ------------------ | ------ |
| 1995年（平成7年）  | 1,458  |
| 2000年（平成12年） | 1,565  |
| 2005年（平成17年） | 1,858  |
| 2010年（平成22年） | 1,816  |
| 2015年（平成27年） | 1,859  |
| 2020年（令和2年）  | 1,904  |

### 学区
市立小・中学校に通う場合、学区は以下の通りとなる（2024年11月時点）。
| 番・番地等                                                                                         | 小学校             | 中学校               |
| -------------------------------------------------------------------------------------------------- | ------------------ | -------------------- |
| 1〜83番地、89〜103番地 177番地、179〜187番地 189〜202番地、225〜240番地 246〜261番地、271〜288番地 | 横浜市立元街小学校 | 横浜市立港中学校     |
| 84〜88番地、104〜176番地 178番地、188番地 241〜245番地                                             | 横浜市立北方小学校 | 横浜市立港中学校     |
| 262〜270番地                                                                                       | 横浜市立北方小学校 | 横浜市立仲尾台中学校 |

### 事業所
2021年現在の経済センサス調査による事業所数と従業員数は以下の通りである。
| 町丁   | 事業所数  | 従業員数 |
| ------ | --------- | -------- |
| 山手町 | 192事業所 | 1,991人  |

#### 事業者数の変遷
経済センサスによる事業所数の推移。
| 年                 | 事業者数 |
| ------------------ | -------- |
| 2016年（平成28年） | 176      |
| 2021年（令和3年）  | 192      |

#### 従業員数の変遷
経済センサスによる従業員数の推移。
| 年                 | 従業員数 |
| ------------------ | -------- |
| 2016年（平成28年） | 1,938    |
| 2021年（令和3年）  | 1,991    |

### その他

#### 日本郵便
- 郵便番号：231-0862[3]（集配局：横浜港郵便局[17]）

#### 警察
町内の警察の管轄区域は以下の通りである。
| 番・番地等   | 警察署     | 交番・駐在所           |
| ------------ | ---------- | ---------------------- |
| 124～136番地 | 山手警察署 | 見晴通交番             |
| その他       | 山手警察署 | 港の見える丘公園前交番 |

## 施設等

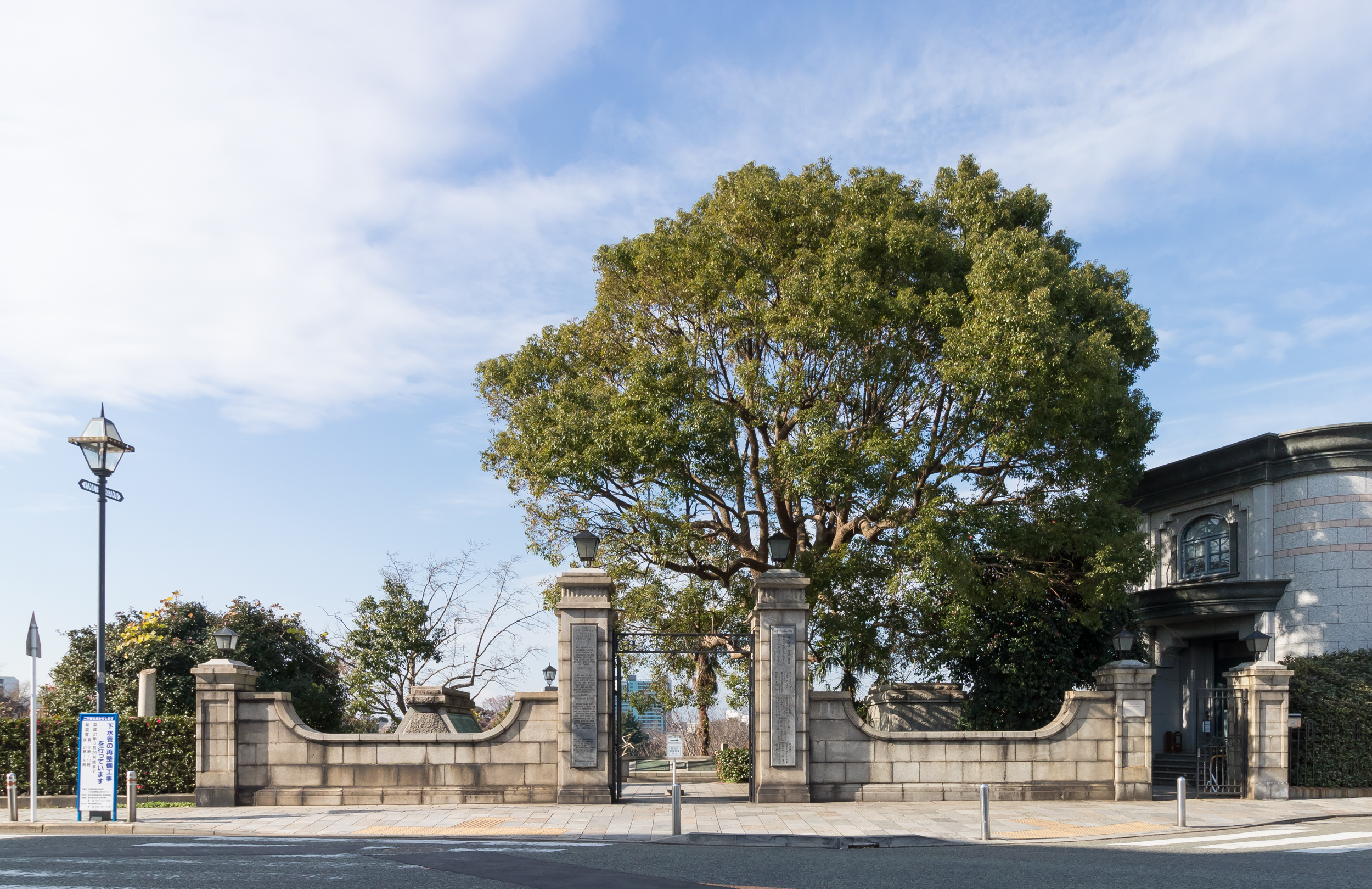
外国人墓地

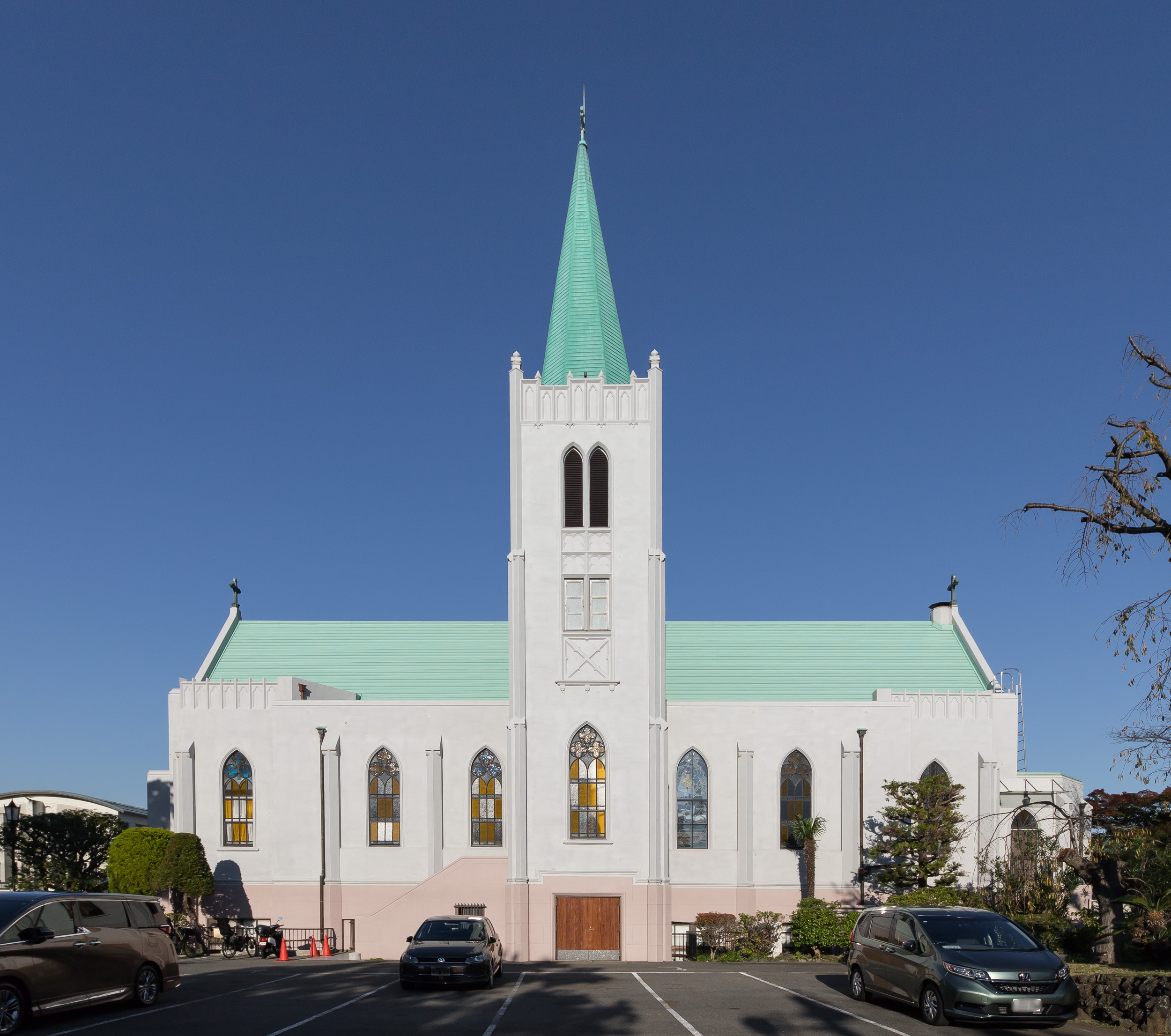
カトリック山手教会

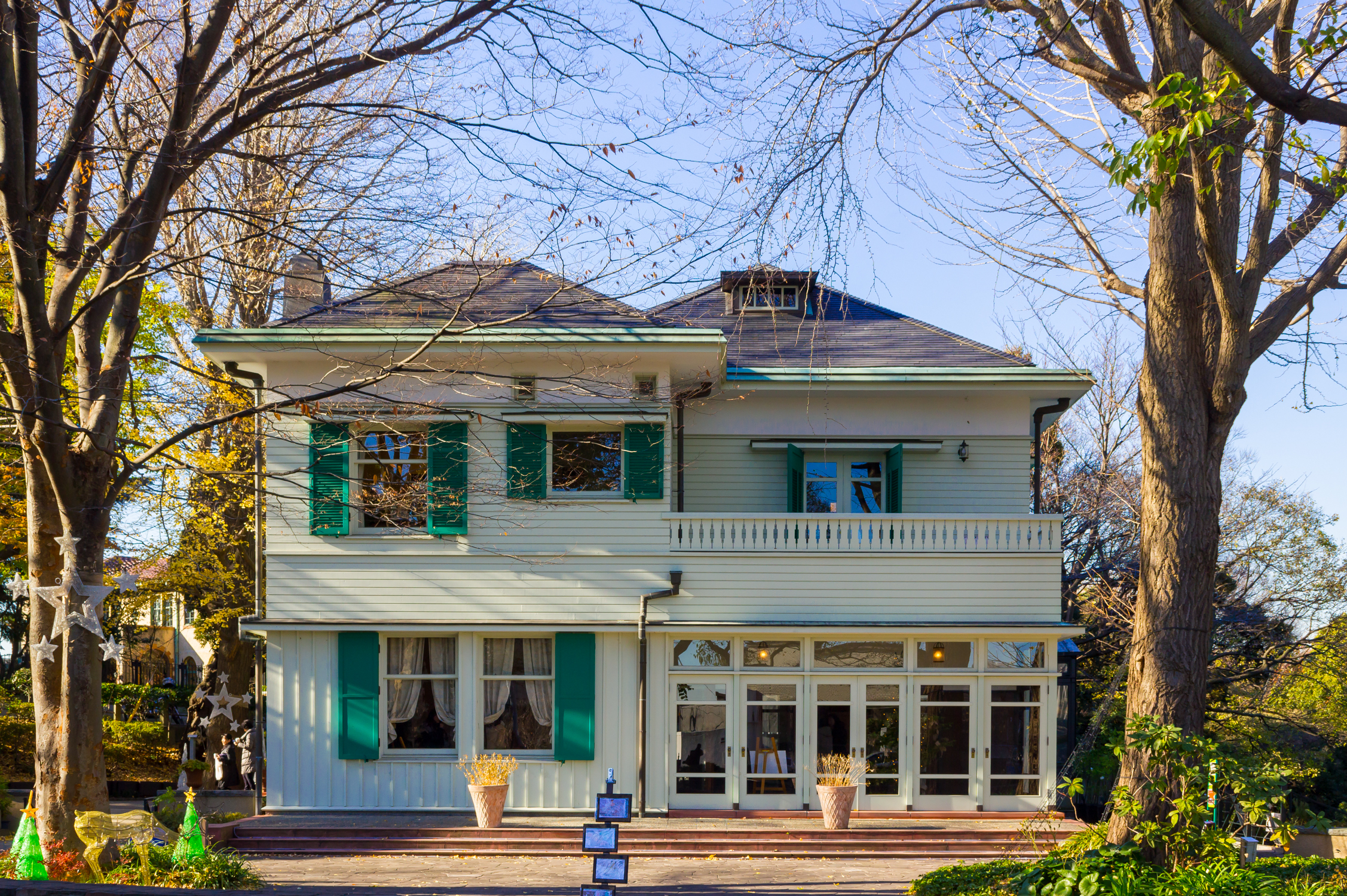
エリスマン邸

### 観光
- 港の見える丘公園
  - 神奈川近代文学館
  - 大佛次郎記念館
  - 横浜市イギリス館
  - 山手111番館
- 横浜外国人墓地
- 山手資料館
- 岩崎博物館
- ブリキのおもちゃ博物館
- ヨコハマ猫の美術館
- 山手イタリア山庭園
  - 外交官の家
  - ブラフ18番館
- 山手公園
- 元町公園（元町一丁目）
  - エリスマン邸（元町一丁目）
  - ベーリック・ホール
  - 山手234番館

### その他
- カトリック山手教会（カトリック教会）
- 横浜山手聖公会（プロテスタント・日本聖公会）
- 横浜山手キリスト教会（プロテスタント・日本長老教会）
- 横浜ユニオン・チャーチ（プロテスタント）
- 山手ロイストン教会（プロテスタント）
- 山手ヘレン記念教会（プロテスタント）
- フェリス女学院大学、フェリス女学院中学校・高等学校
- 横浜雙葉中学校・高等学校
- 横浜女学院中学校・高等学校
- 横浜共立学園中学校・高等学校
- 聖光学院中学校・高等学校
- サンモール・インターナショナル・スクール
- 在横浜大韓民国総領事館
- 横浜地方気象台

カトリック山手教会の鐘塔、山手聖公会のベルタワー、横浜雙葉学園の小尖塔を、横浜三塔になぞらえて「山手三塔」と呼ぶ。

## 交通
根岸線石川町駅またはみなとみらい線元町・中華街駅から徒歩、またはバス。バスは、横浜市営バス20系統、同観光路線バス「あかいくつ」、神奈川中央交通バス11系統など。なお、根岸線山手駅は本来の山手ではなく、山手町には遠い。
山手の丘の中央を曲がりながらほぼ東西に山手本通りがあり、神奈中バス11系統（桜木町駅 - 保土ヶ谷駅）の停留所は、港の見える丘公園前、元町公園前、代官坂上、山手町、イタリア山庭園前、地蔵坂上の順である。

## 舞台となった作品
※発表順
映画
- やくざ刑事（1970年）
- 冬の華（1978年）

テレビドラマ
- あぶない刑事（1986-87年）
- セーラー服通り (1986年)
- もっとあぶない刑事（1988-89年）